# Industria automotriz en Alemania

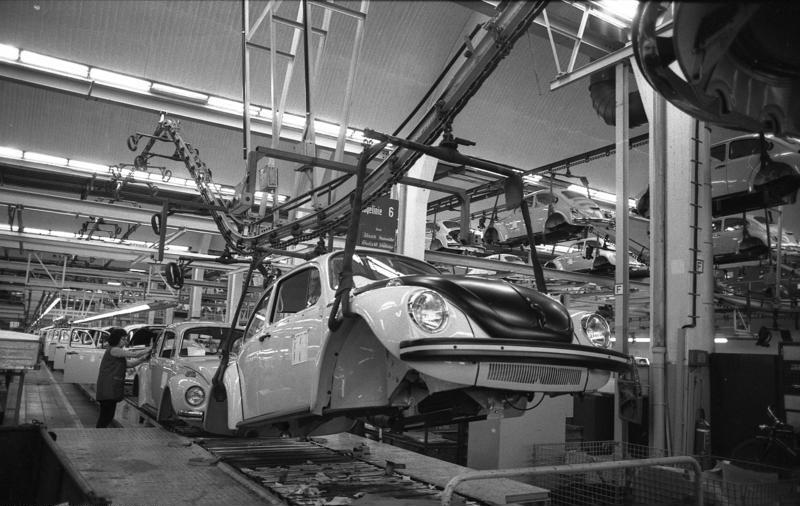
Línea de ensamblaje de Volkswagen en 1973

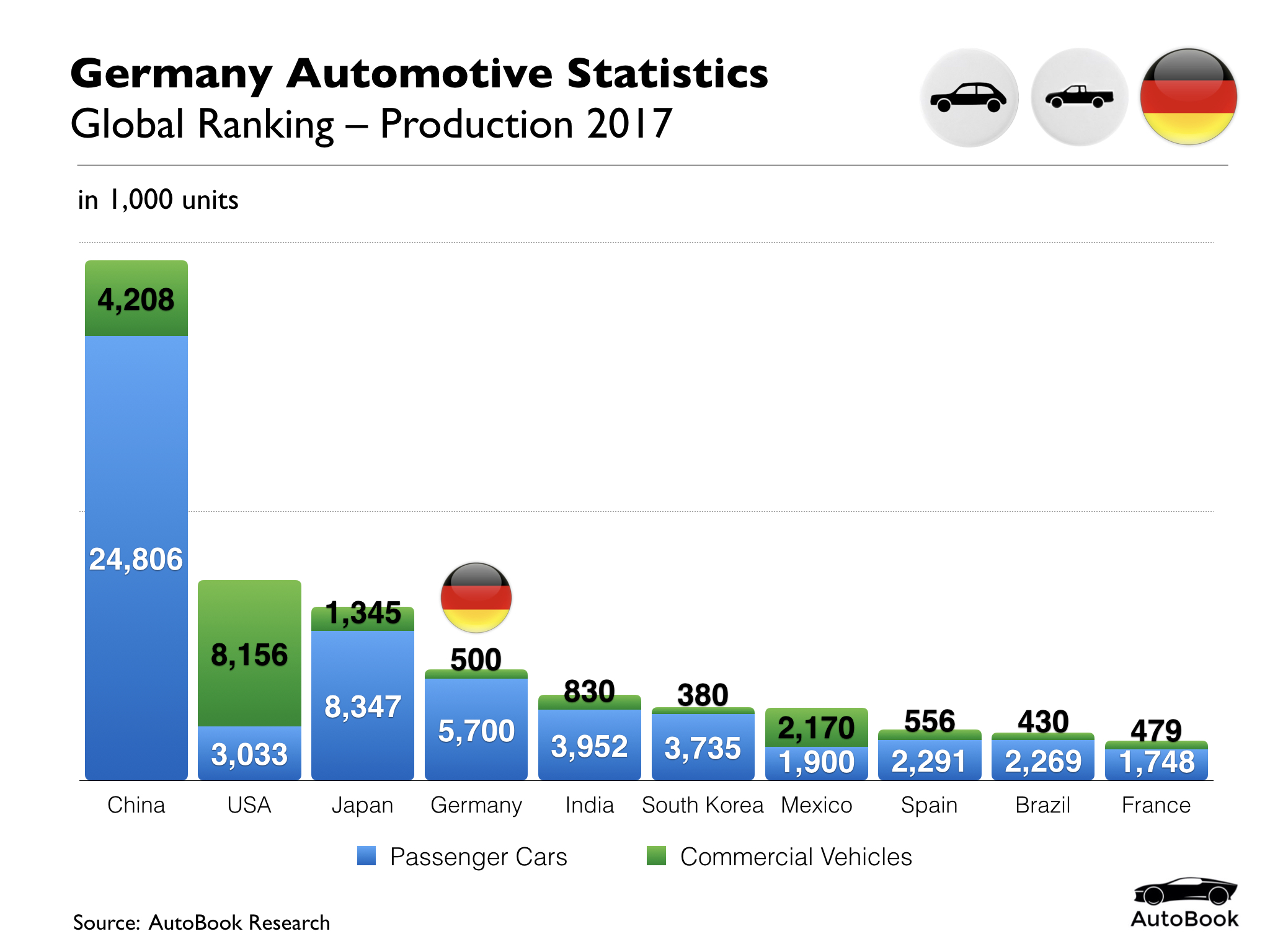
Estadísticas de Alemania en la producción mundial de automóviles

La industria automotriz en Alemania es una de las fuentes de empleo más grandes del país, con una fuerza laboral de más de 747.000 (2009) trabajadores en la industria.
Siendo el hogar del automóvil moderno, la industria automotriz alemana es reconocida por ser la más competitiva e innovadora del mundo, y tener la tercera mayor producción del mundo (en 2014). Con una producción anual de cerca de seis millones de unidades y un 35.6% del mercado de la Unión Europea (2008), Alemania es el líder automotriz en Europa desde los años sesenta.
Los coches de diseño alemán ganaron premios anuales como el Coche del Año en Europa, el Automóvil Internacional del Año, y el Automóvil Mundial del Año, en donde la mayoría de las ocasiones, compiten todos los países. El Volkswagen Beetle y el Porsche 911 ganaron el cuarto y el quinto lugar entre los cinco diseños más valorados del concurso del Automóvil del Siglo.

## Historia

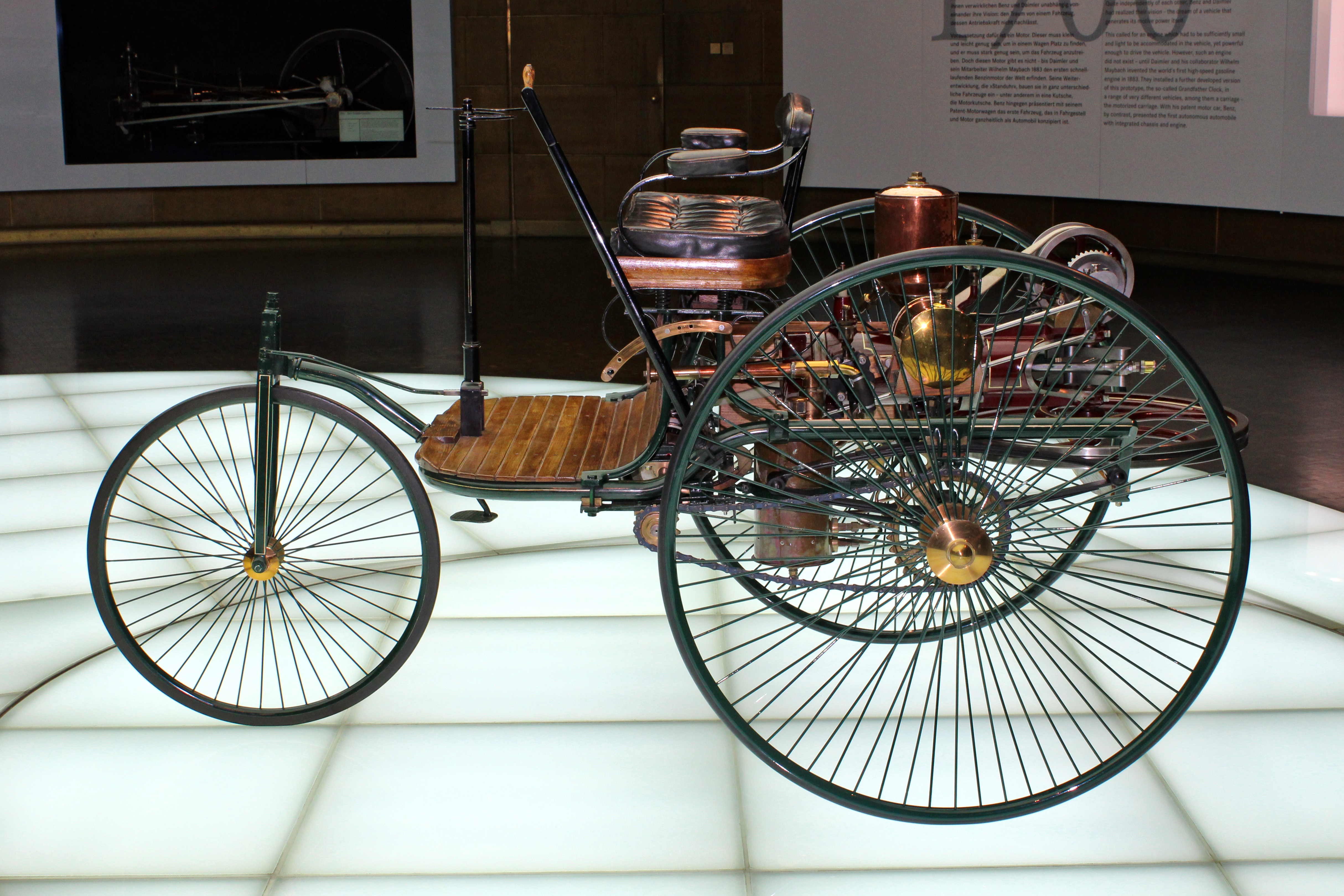
Réplica del Benz Patent Motorwagen construido en 1885

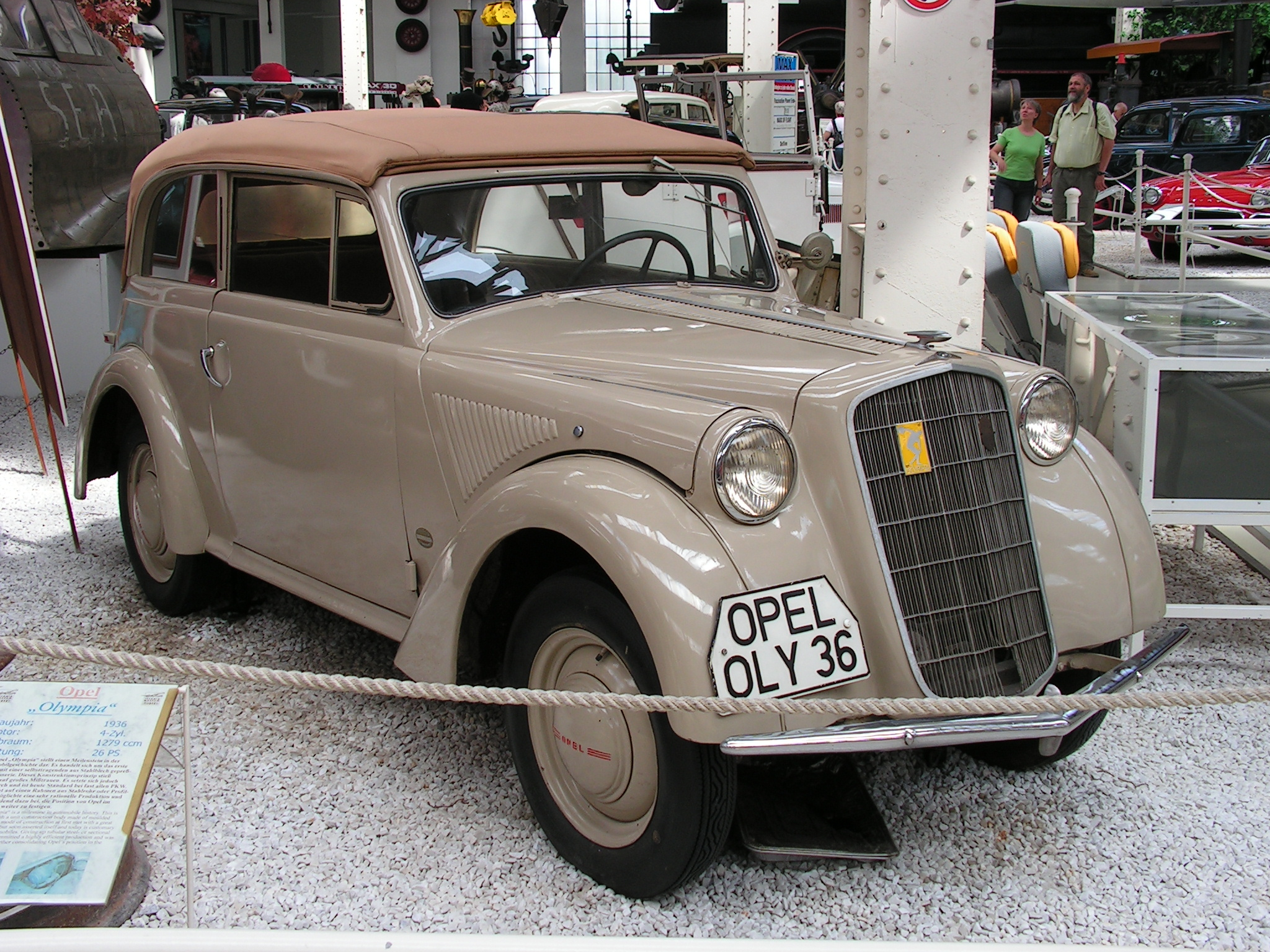
Opel Olympia (1935–1937)

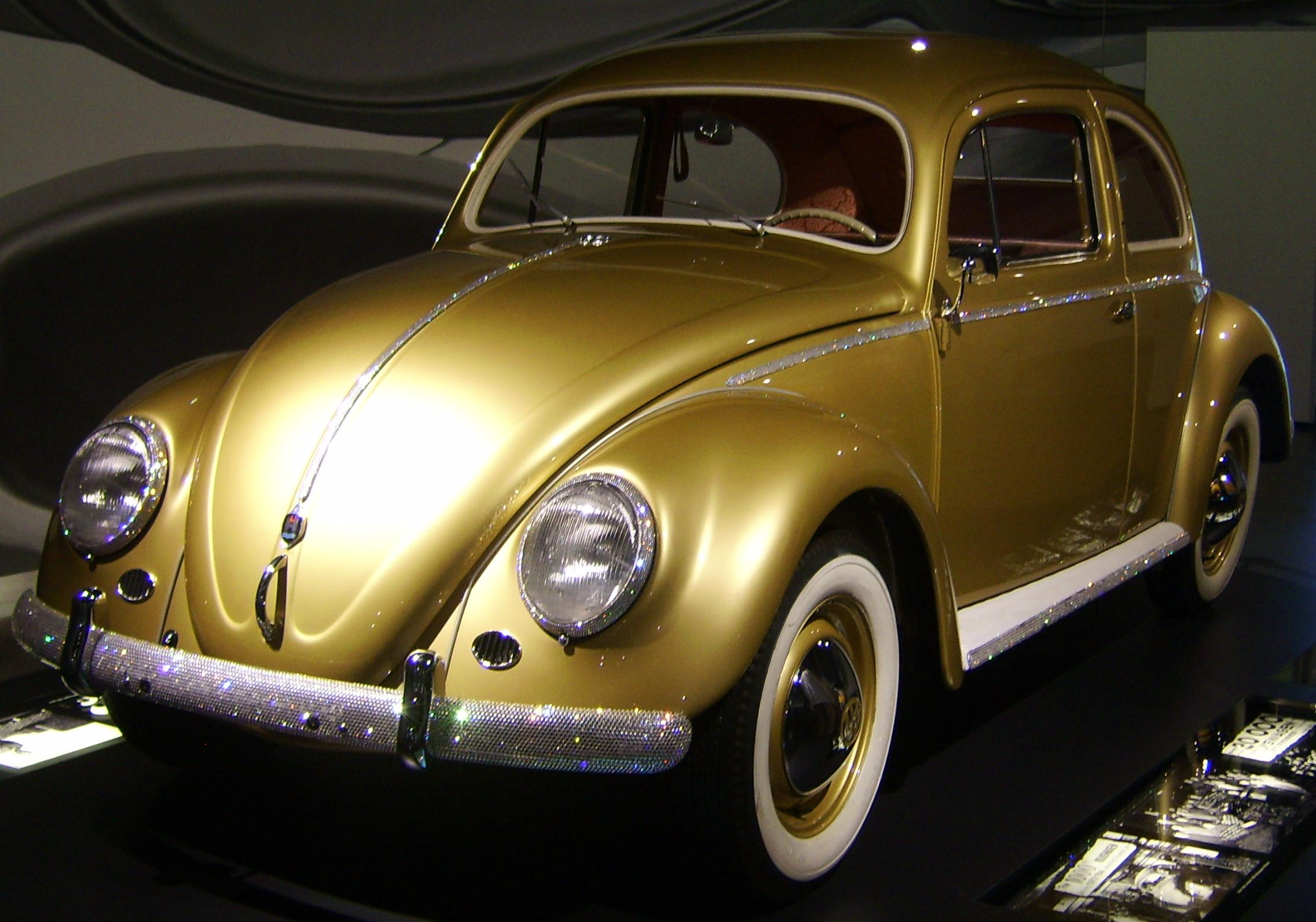
Escarabajo Tipo 1 enjoyado, número de serie un millón

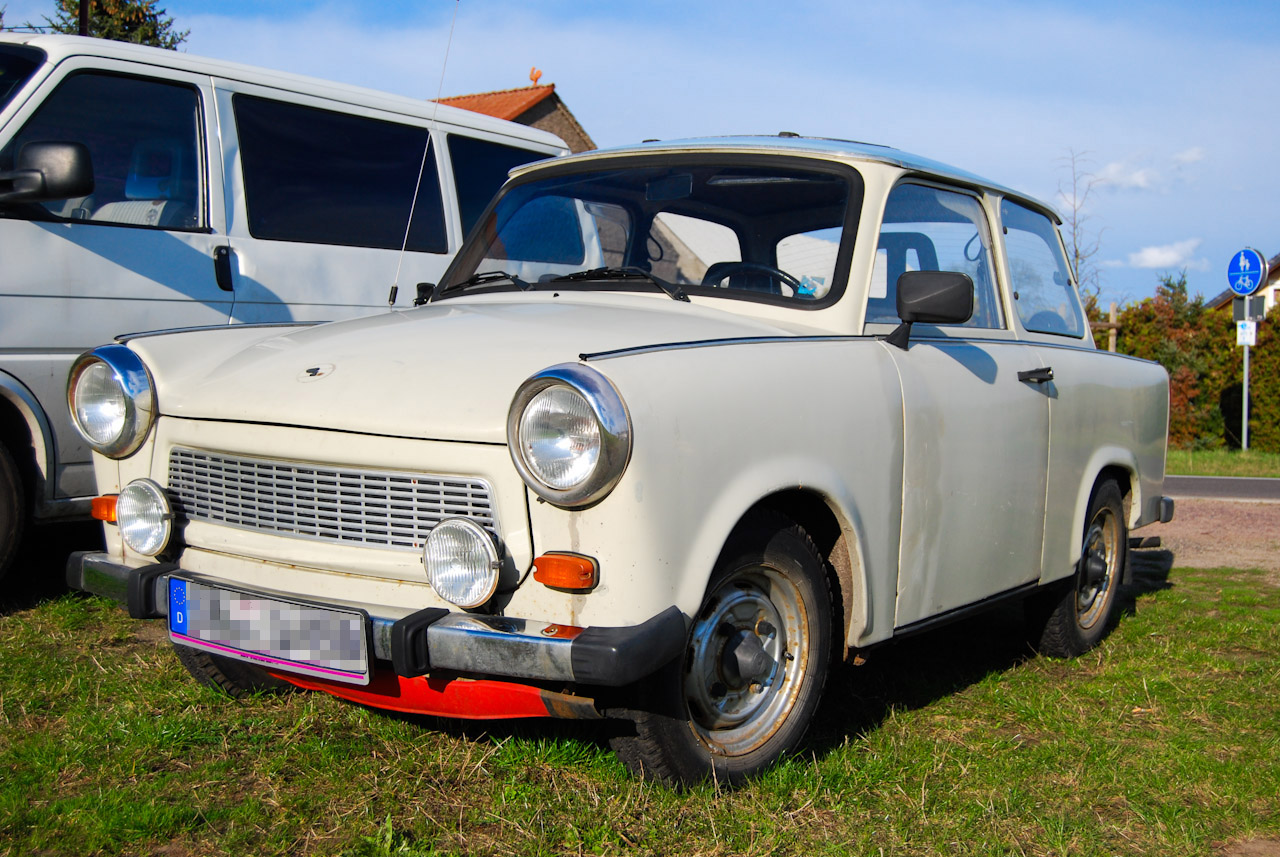
Un Trabant 601 De Luxe Limousine

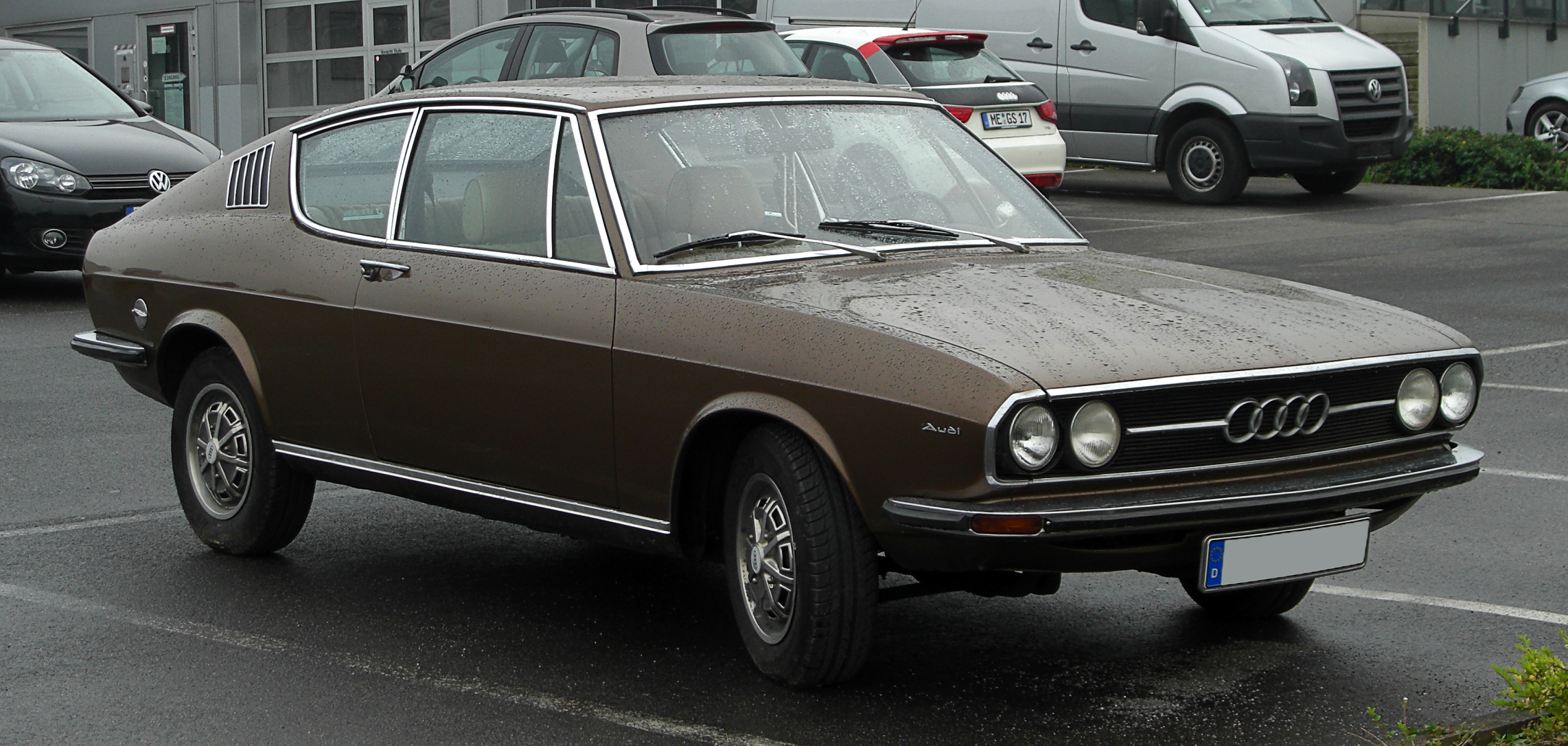
Audi 100 Cupé S (C1)

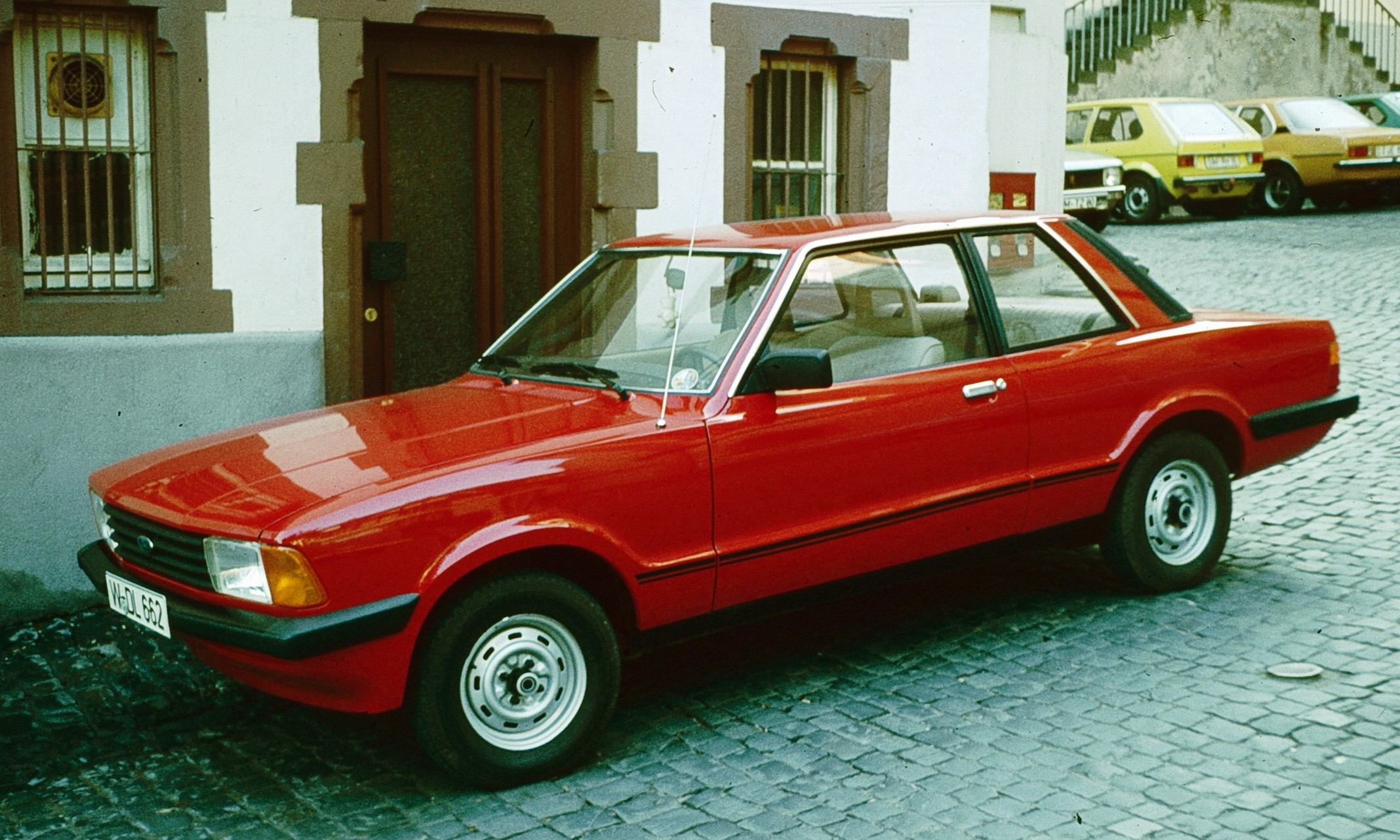
Ford Taunus TC3 (1979–1982)

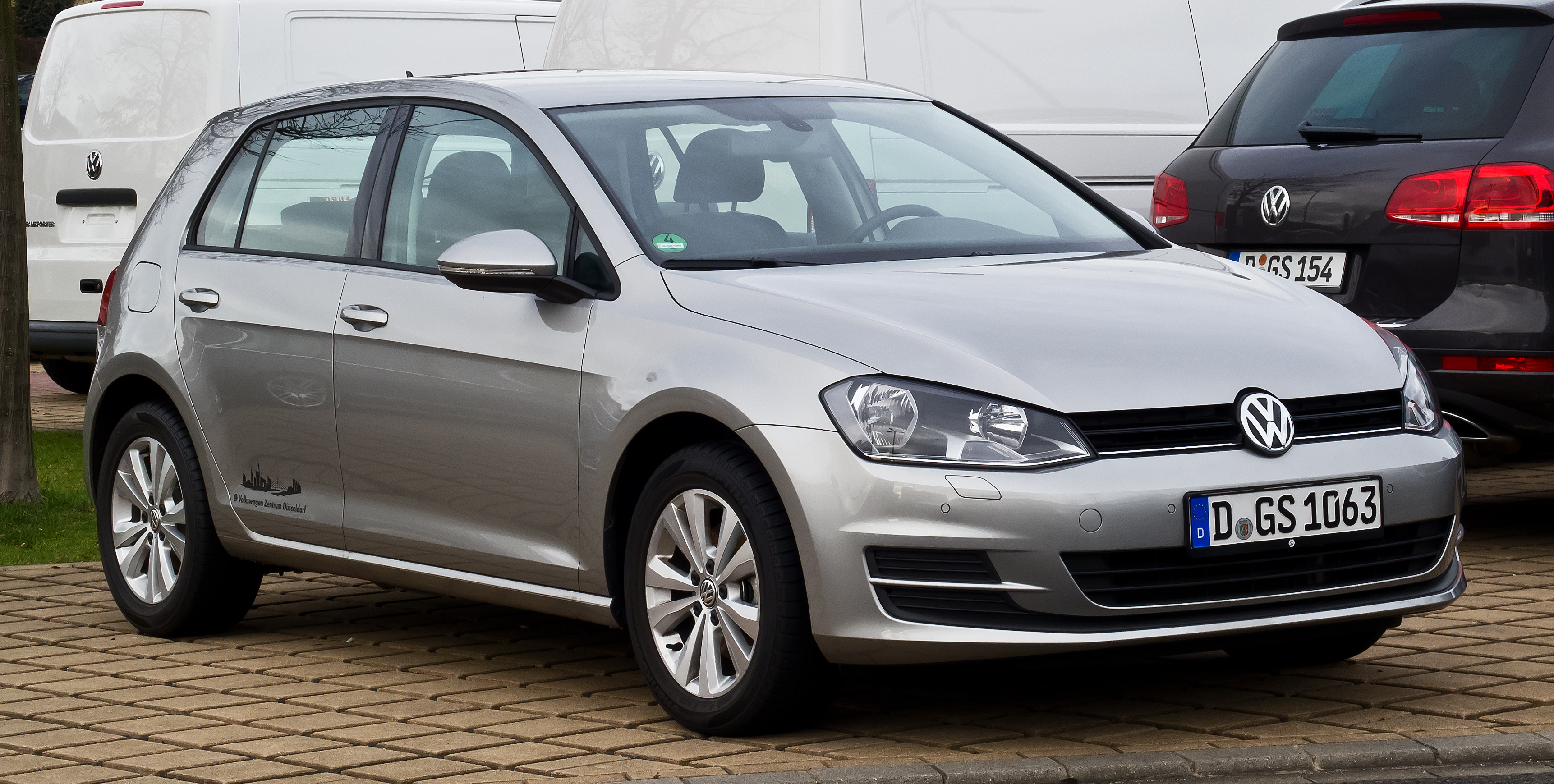
Volkswagen Golf ensamblado en Wolfsburg y Zwickau

Alemania es considerado como el país que dio origen al automóvil. Karl Benz y Nikolaus Otto, fueron los pioneros de la industria al desarrollar de manera independiente un motor de combustión interna de cuatro tiempos a finales de los setenta, además de la adaptación de los diseños de Benz a una carroza en 1887, que es el precursor del auto actual. En 1901, Alemania estaba produciendo alrededor de 900 autos al año. En 1926, se creó Daimler-Benz con las compañías predecesoras de Karl Benz y Gottlieb Daimler, fue así como produjeron autos bajo la firma Mercedes-Benz. BMW fue fundada en 1916, pero no empezó sus operaciones de producción en serie hasta 1928.
El economista americano Robert A. Brady, documentó de manera extensiva la racionalización del movimiento que dio forma a la industria alemana en los años 1920. Aunque el modelo general era aplicable a la industria automotriz, el sector no estaba en condiciones óptimas en los años siguientes a la República de Weimar. Alemania alentó el desarrollo industrial, y dio paso a que compañías americanas entraran al mercado como General Motors, que se hizo responsable de la marca alemana Opel en 1929; y Ford Motor Company, que mantuvo la exitosa subsidiaria alemana Ford-Werke, empezando en 1925.
El colapso de la economía global durante la Gran Depresión a principios de los años treinta, llevó a la industria automotriz alemana a una severa crisis. Mientras que en los años veinte, en Alemania, existían 89 marcas de automóviles, apenas una docena sobrevivió a la crisis, incluyendo Daimler-Benz, Opel y la fábrica Ford en Colonia. Además, cuatro de las firmas automotrices más importantes (Horch, Dampf Kraft Wagen (DKW), Wanderer y Audi) se fusionaron como la Auto Union en 1932, convirtiéndose este hecho en un factor determinante para la posterior recuperación de la industria automotriz alemana.
A mediados de los años treinta, con el ascenso al poder del Partido Nazi, la industria automotriz empezó a repuntar. Los nazis instituyeron la Motorisierung ("motorización"), una política de transporte que Adolf Hitler consideraba un elemento clave para aumentar el nivel de vida del pueblo alemán, y legitimar su gobierno. Por otra parte, también se pretendía desarrollar y extender el sistema de carreteras principales, por lo que se puso en servicio la primera Autobahn en 1935. El proyecto Volkswagen también pretendía diseñar y construir un robusto y económico "automóvil del pueblo", y como producto, el Volkswagen Beetle fue lanzado al mercado en 1937. Una nueva ciudad (conocida como Wolfsburg a partir de 1945) fue poco a poco desarrollándose alrededor de la fábrica, que empleaba a una enorme cantidad de personas.
Al final de la Segunda Guerra Mundial, la mayoría de las fábricas alemanas habían sido destruidas o severamente dañadas. Alemania necesitaba un aplazamiento de su deuda. El acuerdo de Londres sobre la deuda externa alemana de 1953, preveía que los pagos se aplazaran hasta que Alemania Occidental tuviera superávit comercial, además de que los reembolsos se limitaran a un 3% de los ingresos procedentes de la exportación. Esto le dio a los acreedores alemanes una poderosa iniciativa para importar bienes, y ayudar a reconstruir la industria automotriz aunque la parte Oriental de Alemania estuviera bajo el poder de la Unión Soviética, que desmanteló mucha maquinaria y luego la decomisó como reparaciones de guerra. Algunos manufactureros, como Maybach y Adler, empezaron de nuevo a reconstruir sus empresas, pero dejaron de construir automóviles para pasajeros. 
La planta de producción de Volkswagen en Wolfsburg continuó produciendo el Volkswagen Beetle (Type 1) a partir de 1945, un coche diseñado con la intención de ser ensamblado antes de la guerra (bajo el nombre de KdF-Wagen), aunque la fábrica se dedicó a producir camionetas militares durante el conflicto. Para el año de 1955, VW ya había ensamblado un millón de Volkswagen Beetles; diez años más tarde, ya tenía construidos 10 millones de unidades e iba ganando popularidad en mercados de exportación y mercados locales. Otras empresas industriales reconstruyeron sus plantas y poco a poco continuaron su producción con modelos iniciales y diseños previos a la guerra, como el Mercedes serie 170. En 1951 se introdujo el Mercedes serie 220 con un motor más potente, y el Mercedes serie 300. Opel revivió los modelos previos a la guerra con el Opel Olympia en 1947 y el Opel Kapitän en 1948. Los utillajes del Opel Kadett fueron usados para fabricar el Moskvitch 400-420 por los soviéticos, quienes detuvieron la producción de camiones en 1945, y empezaron a producir el Ford Taunus en 1948. Porsche comenzó la producción del automóvil deportivo Porsche 356 en 1948, y posteriormente lo remplazó por el longevo Porsche 911 en 1964 (que ha permanecido en producción durante 50 años tras varios modelos). 
Borgward empezó su producción en 1949, y Goliath, Lloyd, Gutbrod, y Auto Union (DKW) empezaron en 1950. Después de la guerra, los coches de BMW, el BMW 501 y el BMW 502, pasaron a ser los modelos de lujo de la gama de la compañía en 1952. Cinco años más tarde, NSU regresó al mercado alemán.
Los productores automotrices en Alemania Oriental, durante la posguerra, fueron Eisenacher Motorenwerk (EMW), que produjo el Wartburg, y el VEB Sachsenring Automobilwerke Zwickau, creador del IFA F8 (derivado del DKW F8) y el Trabant. El estatus comunista de Alemania Oriental se veía reflejado en el diseño y el tosco refinamiento de sus coches, aunque ambos continuaron su producción hasta principios de los noventa, justo antes de la caída del comunismo y la reunificación de Alemania. 
La producción inicial de EMW después de la guerra, consistía en modelos BMW 326 y BMW 327 esencialmente previos a la guerra, dado que Eisenach era propiedad de BMW.
A mediados de los cincuenta, el coche burbuja se popularizó. BMW tenía el mayor porcentaje del mercado con el BMW Isetta y BMW 600. Otros incluyen el Messerschmitt KR175 y KR200, el Heinkel Kabine, y el Zündapp Janus. Tanto Microcars, como el Glas Goggomobil, BMW 700, y Lloyd 600, también eran populares en aquella época. Como sea, el concepto del "coche burbuja" fue abandonado en 1970.
A finales de los cincuenta, BMW atravesó dificultades financieras y el control operativo se quedó en manos de la familia Quandt. BMW adquirió Glas en 1966. En 1961, el grupo automotor Borgward, incluyendo el Goliath y Lloyd salieron del mercado. En 1958, Auto Unión fue adquirido por el grupo Daimler AG, pero después se vendió por partes desde 1964 a 1966 al grupo Volkswagen AG (al mismo tiempo que DKW se convirtió solo en Audi). En 1969, Volkswagen AG compró NSU (desarrolladores del motor Wankel) y lo fusionaron con Auto Unión, pero el nombre NSU desapareció en 1977 con el cese de la producción de su berlina con motor rotativo NSU Ro 80, (Coche del Año en Europa en su lanzamiento 10 años antes) debido a ventas muy escasas y a la mala reputación por su baja fiabilidad.
Volkswagen pasó por severos problemas financieros a principios de 1970 con nuevos modelos que no fueron exitosos. Sin embargo, el envejecido Beetle seguía manteniendo fuertes ventas alrededor de todo el mundo. No obstante, la compañía revivió y tuvo un periodo muy fructífero con el nuevo Passat en 1973, el Golf en 1974 y el Polo en 1975. Todos estos automóviles tenían como nueva característica que eran hatchback con tracción delantera, configuración que se popularizó en toda Europa después de haber sido patentada por la Renault en Francia con el R16 en 1965. El Polo era el modelo de entrada de Volkswagen, e iba a competir directamente con pequeños hatchbacks como el Fiat 127 italiano y el Renault 5 francés. El Golf era visto como el coche que finalmente remplazaría al Beetle, y fue el hatchback más popular de Europa, llevando a todos los productores a fabricar sus propios modelos a principios de los 80. La producción del Beetle finalizó en Alemania en el año de 1978 aunque siguió siendo producido en México y Brasil hasta 2003 con una pequeña cantidad de unidades exportadas a Alemania y el resto de Europa durante sus últimos 25 años. El Passat era percibido como un modelo más avanzado y distinto a otras berlinas tradicionales como el Ford Taunus/Cortina, Opel Ascona (vendido en Inglaterra desde 1975 como el Vauxhall Cavalier) y el Renault 12.
El Scirocco cupé de 1974, también fue exitoso en el mercado de los deportivos, compitiendo contra el Ford Capri y el Opel Manta. Su compañía hermana, Audi, también disfrutó de una gran reputación gracias a su midelo 100 (lanzado en 1968) y al compacto 80 (lanzado en 1972 y nominado para el premio del Coche del Año en Europa). Ambos modelos de Audi incluían tracción delantera. El Volkswagen Polo era una versión del Audi 50.
Volkswagen y Audi disfrutaron de gran crecimiento y popularidad durante los setenta y los ochenta. Audi lanzó al mercado un muy bien recibido sedán largo, el Audi 100, en 1968; y después de cuatro años, lanzó el modelo Audi 80, ganador del premio Coche del Año en Europa en 1973. En 1980, Audi se enfocó más en producir deportivos con tracción delantera como el Audi Coupe y un modelo con tracción en las cuatro ruedas de alto rendimiento, el Audi Quattro. El sistema Quattro estaría disponible en todas las berlinas de Audi.
Entre 1970 y 1980, General Motors integró a Opel junto con la marca británica Vauxhall para compartir diseños y tener el nombre del modelo como única diferencia. Enfrentándose al vanguardista Volkswagen, General Motors optó por producir su hatchback de tracción delantera en 1979 con la última versión del Opel Kadett, seguido por el nuevo Ascona en 1981 (que se quedó con el nombre Cavalier de la Vauxhall en el mercado británico). Ford, que tenía operaciones en Inglaterra, España y Bélgica como en Colonia, también entró al mercado de los hatchbacks con el Fiesta (1976), Escort (1980), Sierra (1982) y hasta el lujoso Scorpio (1985), aunque el Sierra y el Scorpio estaban disponibles con una carrocería tipo sedán; y Ford introdujo el Escort basado en la berlina Orion en 1983.
BMW y Mercedes-Benz, permanecieron comprometidos con la tracción trasera de sus sedanes y cupés durante esos años. No obstante, BMW desarrolló una mejor y más racional gama de modelos entre 1980 y 1990. El icónico BMW Serie 3, lanzado en 1975, fue vendido como cabriolet o cupé. La segunda generación de 1982, estaba disponible como sedán de cinco puertas; y durante los noventa, se vendió la tercera generación con la opción de un hatchback de tres puertas. El BMW Serie 5, modelo mediano de la gama en 1972, solo era vendido durante sus dos primeras generaciones como un sedán de cuatro puertas.
La Alemania Occidental estaba técnicamente mucho más avanzada que la Oriental (más de 4.5 millones contra 200 mil unidades de producción anual en la década de los ochenta) cuando se produjo la reunificación en 1990.
También entre los ochenta y los noventa, la industria automotriz alemana se comprometió con adquisiciones mayores y su expansión internacional. Por otra parte, las firmas alemanas construyeron o compraron plantas en Europa, Asia y América Latina, lo que significó una fuerte inversión alemana, que en cierta manera afectó positivamente a todos esos países.
Volkswagen se asoció con Shanghai Automotive Industry Corporation en 1984 (llamada Shanghai Volkswagen Automotive), y en 1990 se estableció la FAW-Volkswagen para producir VW y Audi en China. También compró la empresa española SEAT en 1986 y Škoda de Checoslovaquia en 1991, con lo que mejoró la gama de productos de estas marcas y ganó más participación en el mercado a lo largo de Europa. Volkswagen cambió la producción del Polo a una fábrica de SEAT en España después de su adquisición y así fue que el popular SEAT Ibiza en 1993 creó las bases para la creación del nuevo Polo del siguiente año.
En 1998, Volkswagen migró a un segmento más lujoso y de super autos, y compró Bentley de Inglaterra, y las marcas italianas Bugatti y Lamborghini.
BMW adquirió el grupo británico Rover en 1994, pero perdidas financieras llevaron a venderlo de nuevo en 2000. A pesar de ello, mantuvo la marca MINI para una gama de nuevos automóviles construidos en Inglaterra desde 2001. Durante los noventa, BMW abrió una planta de producción para las SUVs en el Condado de Spartanburg (Carolina del Sur). También adquirió Rolls-Royce Motor Cars oficialmente en 2003 y en el mismo año se inició un proyecto conjunto en China, llamado BMW Brilliance. Daimler-Benz entró en lo que era inicialmente "Fusión de iguales" con Chrysler Corporation en 1998. Sin embargo, diferencias culturales y pérdidas operativas llevaron a terminar la fusión en 2007, aunque Daimler-Benz mantuvo la fusión con Chrysler China, denominada Beijing Benz. La compañía lanzó el proyecto Smart en 1998 y volvieron a lanzar la marca Maybach en 2002. Además, durante los noventa abrió una fábrica para las SUVs en el Condado de Tuscaloosa (Alabama).
El 5 de julio de 2012, Volkswagen AG anunció un trato con Porsche para que esta compañía pasara a ser totalmente propiedad de Volkswagen, en una operación clasificada más como una reestructuración que como una toma de control. Volkswagen AG pagó a los accionistas de Porsche 5610 millones de dólares por el restante 50.1% del negocio que todavía no poseía.

## Presente
Actualmente, cinco compañías alemanas y siete marcas dominan la industria automotriz del país: Volkswagen AG (y sus subsidiarias Audi y Porsche), BMW AG, Daimler AG, Adam Opel AG y Ford-Werke GmbH. Cerca de seis millones de vehículos son producidos en Alemania anualmente y 5.5 millones son producto de marcas nacionales. Junto con Estados Unidos, China y Japón, Alemania es uno de los 4 países más productivos en materia automotriz en el mundo. El Volkswagen Group es una de las empresas más reconocidas e importantes en esta industria (con Toyota y General Motors).
El Chevrolet Volt y su sistema de propulsión GM Voltec fue inventado y desarrollado por el ingeniero de Opel Frank Weber y—hoy en día—algunas de las partes más importantes en el desarrollo de autos eléctricos de GM es hecho en Alemania.